# Programme Danube
 (juillet 2025).
- Si vous ne connaissez pas le sujet, laissez ce bandeau (vous pouvez alors contacter les auteurs).
- Si vous supprimez le contenu mis en cause (vous pouvez préalablement contacter les auteurs),

argumentez précisément cette suppression dans la page de discussion
(un manque de référence n'est pas un argument ; une recherche réelle de référence doit avoir été effectuée, être formellement documentée).

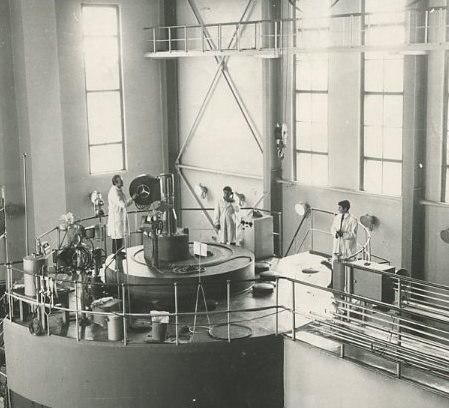
Le réacteur nucléaire de Măgurele.

Le programme Danube (roumain : Programul Dunărea) est un projet roumain secret visant à développer leurs propres armes nucléaires. Le projet débute en 1978 et dure jusqu'en 1989.

## Histoire

Carte des pays ayant eu des projets de recherche sur les armes nucléaires, ou des armes nucléaires.

En 1970, la République socialiste de Roumanie ratifie le Traité sur la non-prolifération des armes nucléaires, qui lui interdit de développer et de construire ses propres armes nucléaires. Cependant, de 1978 à 1989, la Roumanie a un programme d'armement nucléaire, dont des installations d'extraction de plutonium. Le programme démarre en même temps que le projet de la première centrale nucléaire de Roumanie. Il est réalisé en secret à l'Institut de physique atomique de Măgurele, où un réacteur de recherche VVR-S-60 a été construit entre les années 1955 et 1957 par une équipe conjointe roumano-soviétique. À partir de 1980, le réacteur utilise du combustible nucléaire hautement enrichi de type S-36,.
En 1992, après la révolution roumaine, le nouveau gouvernement signale volontairement l'infraction à l'Agence internationale de l'énergie atomique, qui la signale ensuite au Conseil de sécurité de l'ONU. Le réacteur de Măgurele est arrêté en 1997 et fermé en 2002, et l'uranium enrichi usagé est restitué à la Russie en 2009 et 2012.

## Matériaux
La Roumanie acquiert de l'uranium hautement enrichi auprès du programme Atoms for Peace des États-Unis, qui fournit de l'uranium hautement enrichi à de nombreux pays. Le projet utilise également un réacteur nucléaire TRIGA, qui leur a été donné par les États-Unis, pour créer du plutonium à partir de l'uranium hautement enrichi. Bien que le projet réussisse à créer du plutonium, il ne construit pas réellement de bombes nucléaires, bien qu'il soit estimé qu'avec les matériaux dont dispose le projet, ils pourraient fabriquer jusqu'à 240 bombes au plutonium, en supposant que 10 kilogrammes de plutonium seraient utilisés pour chaque bombe.
Selon Ionuț Purica, ancien directeur de l'Agence des déchets nucléaires et radioactifs, 26 kilogrammes de plutonium sont extraits du réacteur de Măgurele dans les années 1980. Avec ce montant, la Roumanie pourrait fabriquer six bombes nucléaires.